# 温泉寺 (豊岡市)
温泉寺（おんせんじ）は兵庫県豊岡市城崎町の大師山にある仏教寺院。山号は末代山（まつだいさん）。高野山真言宗の別格本山で本尊は十一面観音菩薩。
眼下にある城崎温泉郷の守護寺である。
寺伝では天平10年（738年）、城崎温泉の開祖の道智上人による開基で、山号と寺号はその時に聖武天皇より賜ったものであるという。
但馬最古の木造建造物である室町時代初期建立の本堂等は、国の重要文化財に指定されている。
本堂の北東には城崎美術館がある。

## 札所
- 西国薬師四十九霊場 第29番札所
- 但馬西国三十三箇所 第33番札所

## 境内
山麓
- 山門（仁王門） - 江戸時代明和期（1764年-1772年）建立。八脚二重門
- 薬師堂 - 江戸時代文化期（1804年-1818年）建立。薬師如来安置

山腹
- 本堂 - 室町時代初期、至徳4年（1387年）頃建立。入母屋造、正面5間、和様・禅宗様・大仏様の三様式折衷、十一面観音安置
- 本坊
- 多宝塔 - 江戸時代中期（1768年）再建。但馬地方唯一の多宝塔。金剛界大日如来安置
- 石造宝篋印塔
- 鐘楼 - 江戸時代初期建立

山頂
- 奥の院 - 平成22年（2010年）再建、倉橋英太郎建築設計事務所設計[1]
- 慈母観音像 - 平成19年（2007年）10月28日建立
- かに塚

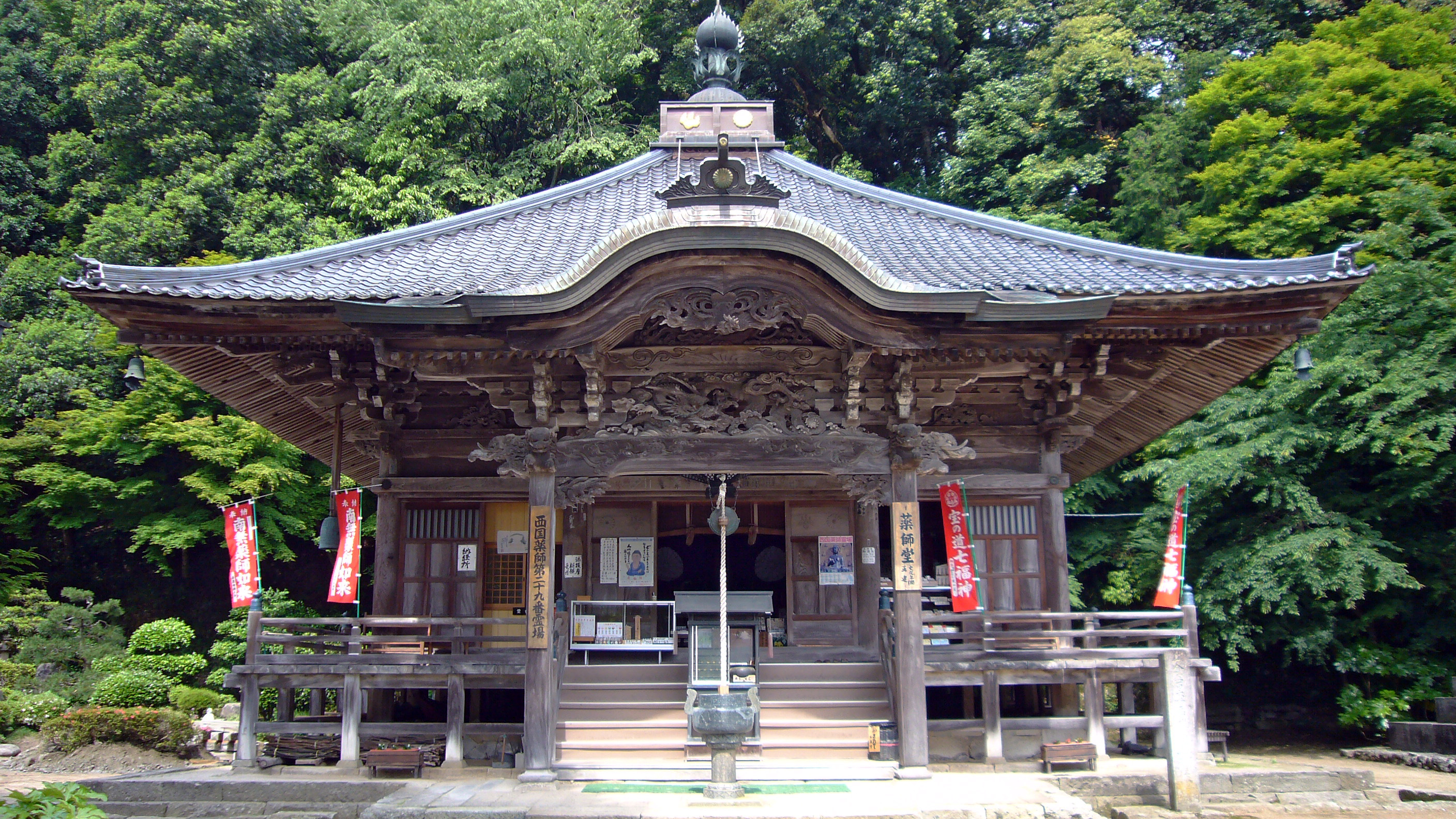
薬師堂
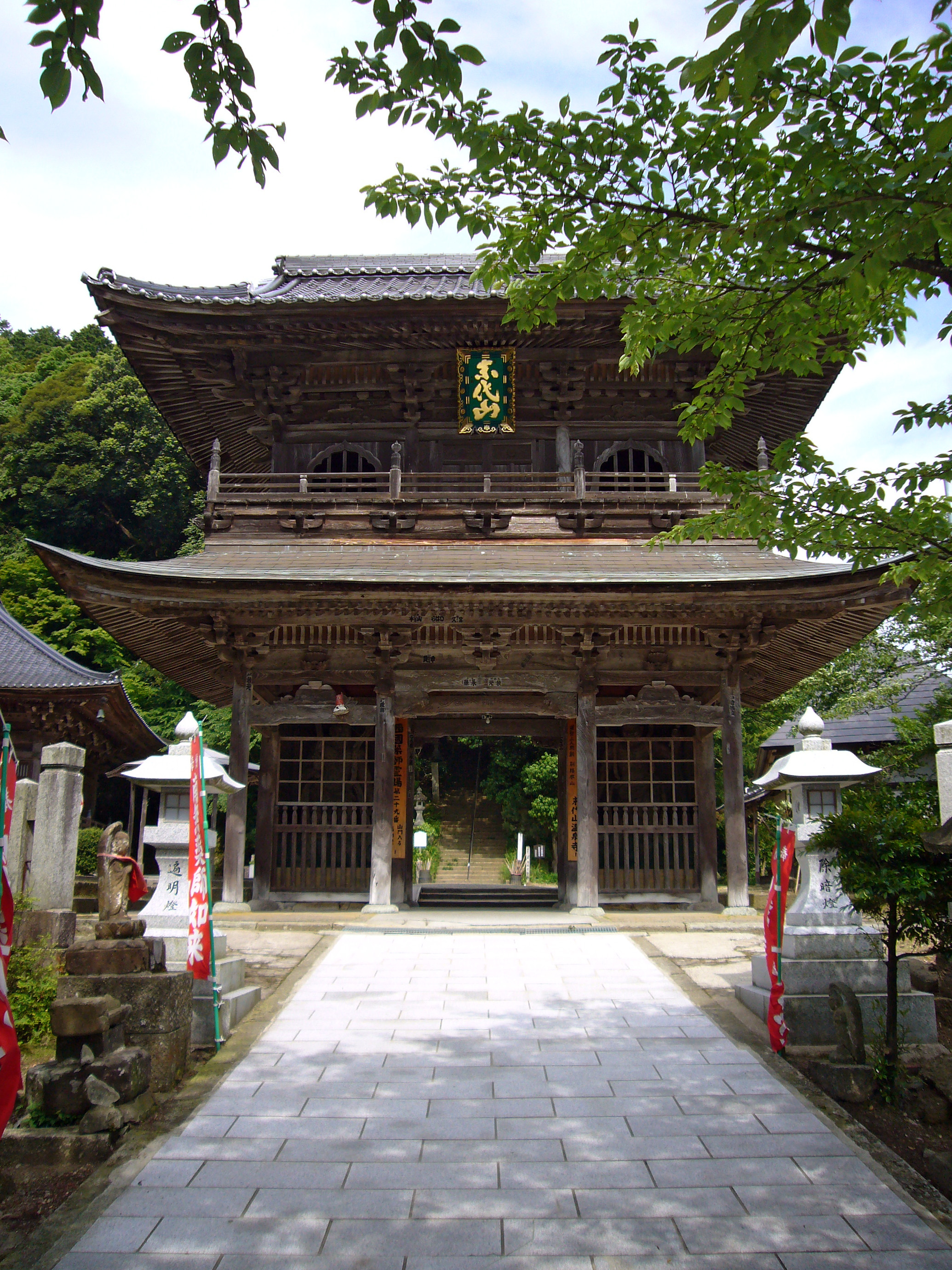
仁王門
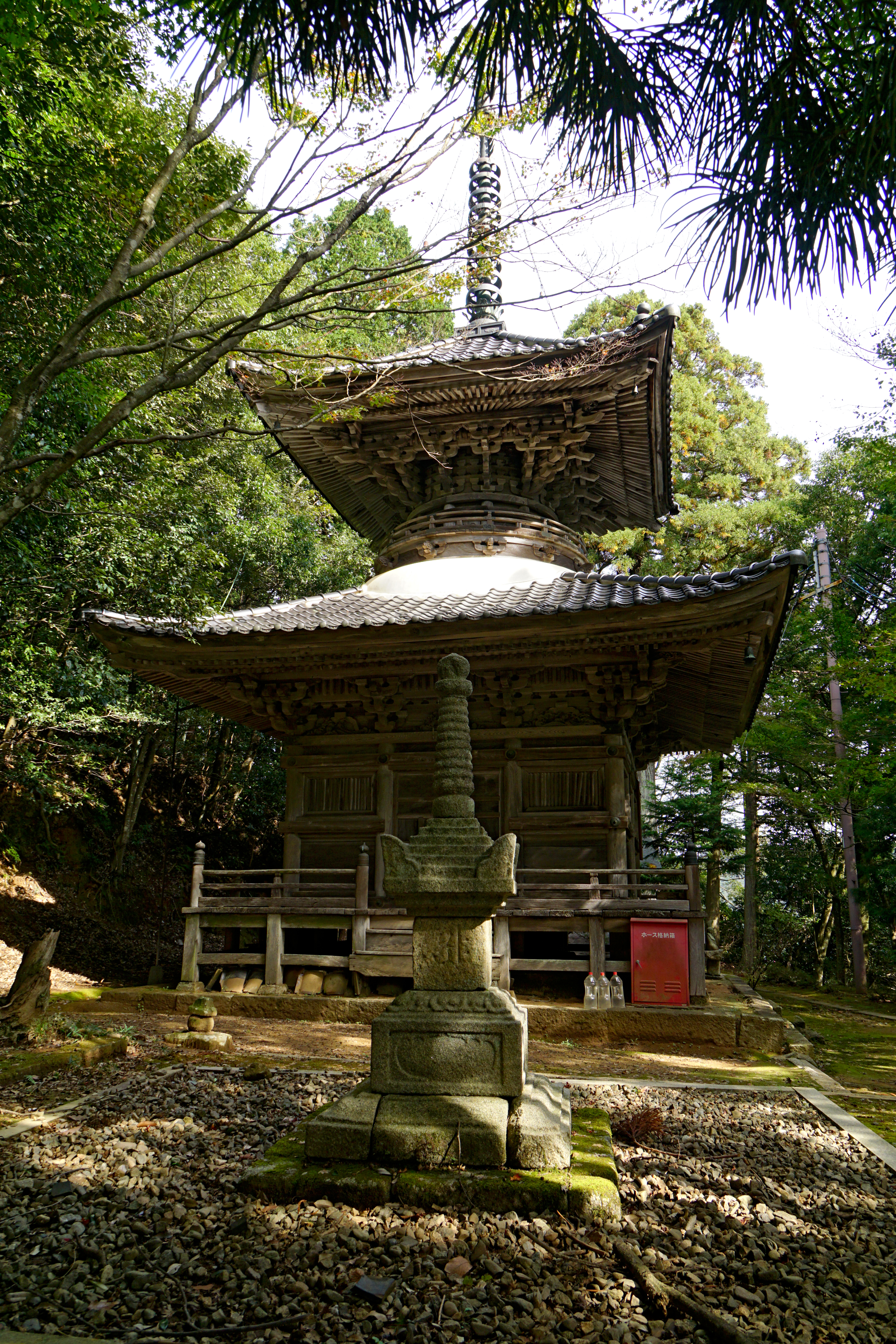
石造宝篋印塔と多宝塔
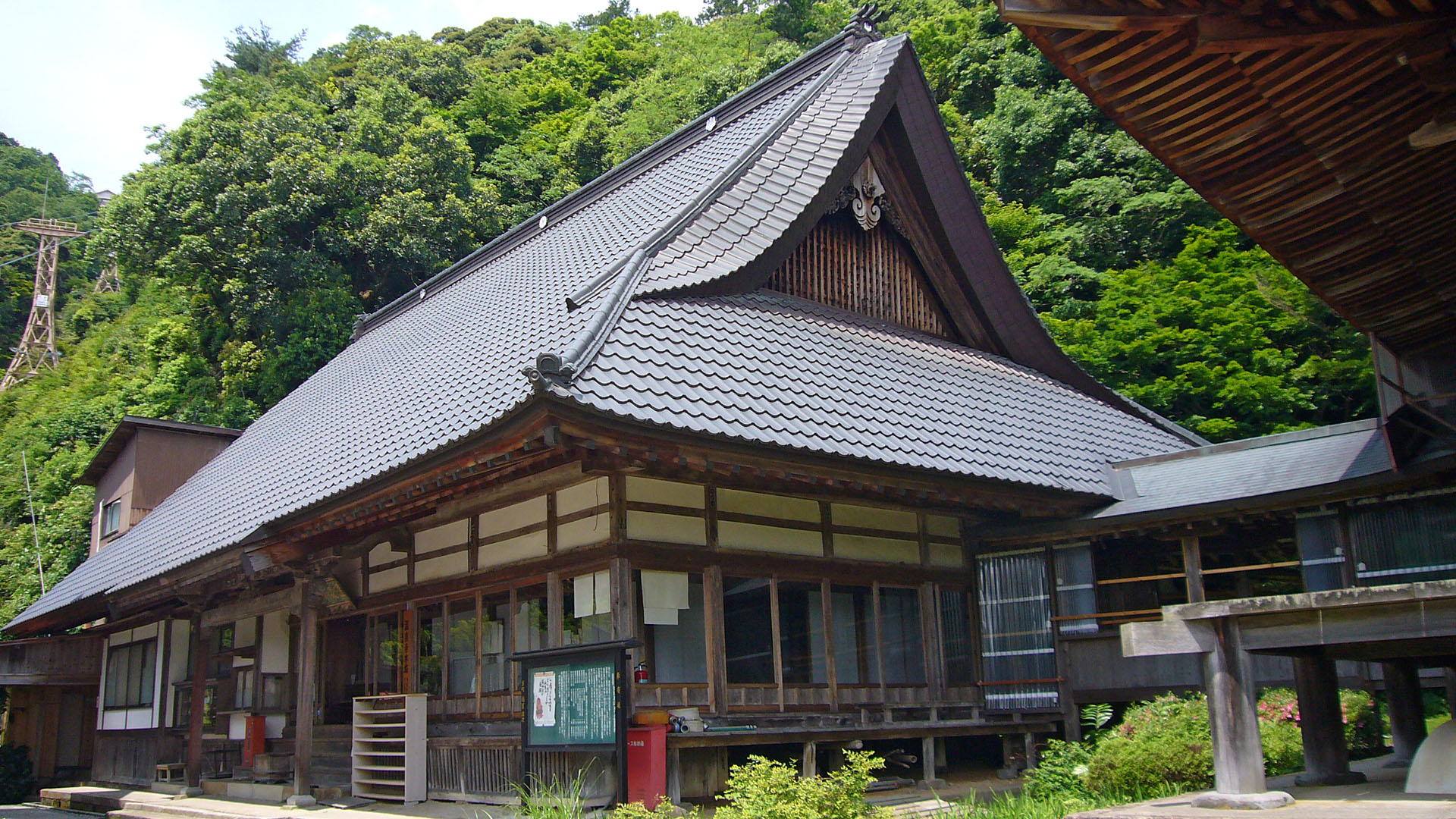
本坊
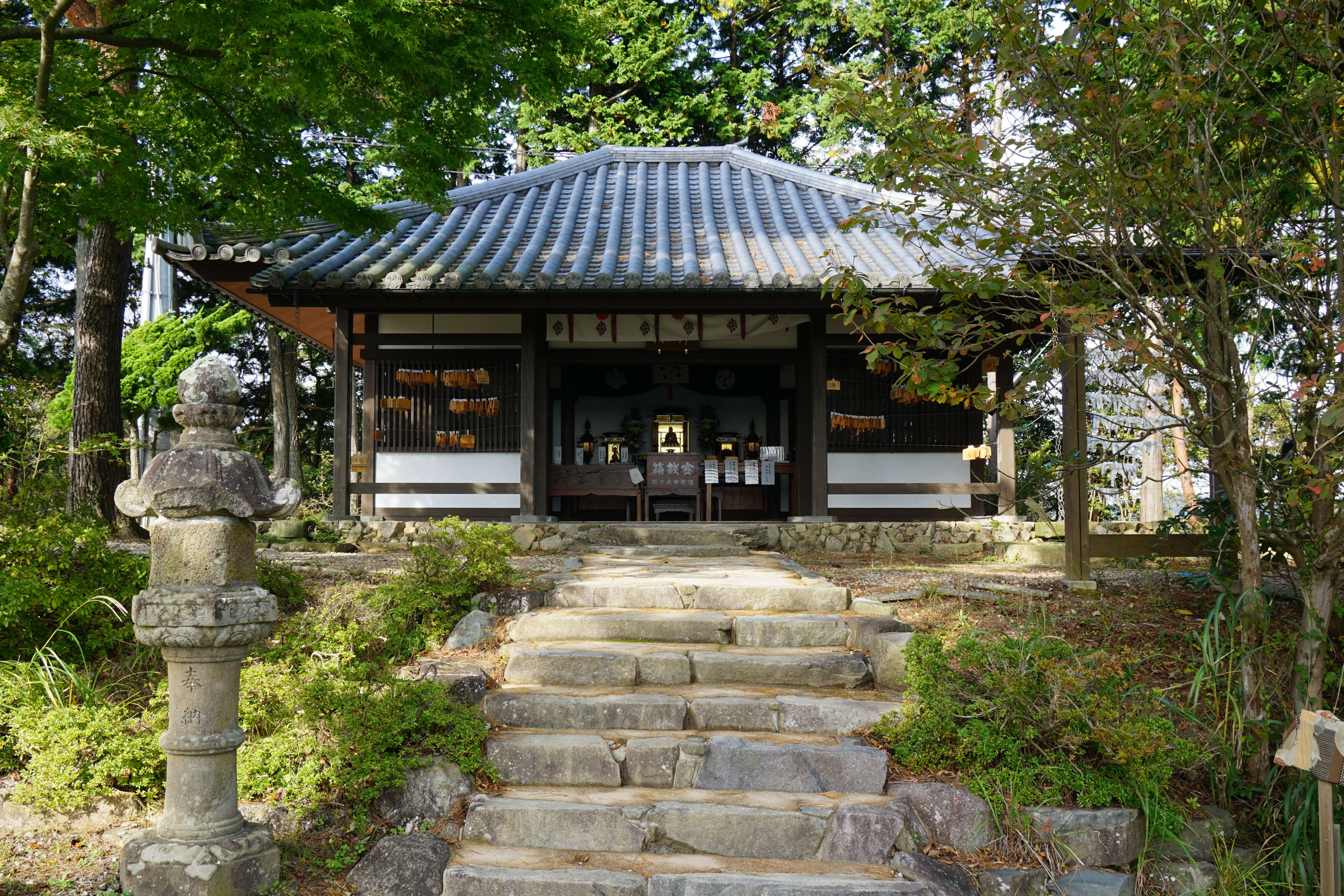
奥ノ院

## 文化財

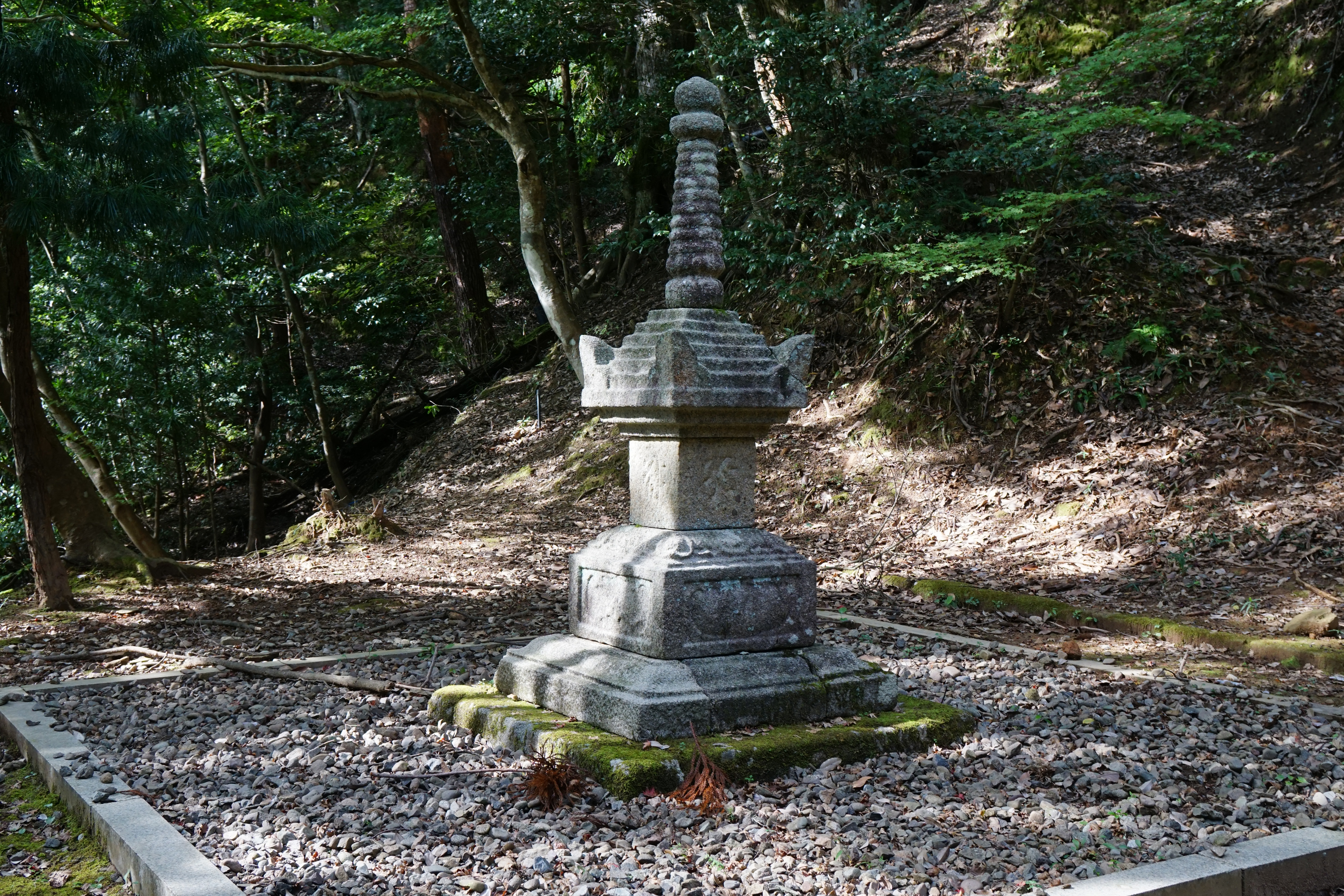
宝篋印塔（重要文化財）

### 重要文化財（国指定）
- 本堂 - 室町時代初期
- 絹本著色十六善神像 - 平安時代末期
- 木造十一面観音立像  - 平安時代中期、伝稽文作
- 木造千手観音立像 - 平安時代後期
- 石造宝篋印塔 - 鎌倉時代末期

### 兵庫県指定文化財
- 四天王立像
- 木造金剛力士像

### 市指定文化財
- 山門（仁王門） - 江戸時代中期
- 多宝塔 - 江戸時代中期
- 宝篋印塔（東塔） - 室町末期
- 温泉寺参道沿いの古木群 - 天然記念物

### 国の登録有形文化財
- 薬師堂 - 江戸後期

## 年中行事
- 4月23日・24日 - 開山忌[2]。

## 交通アクセス
- JR山陰本線 城崎温泉駅から徒歩15分、または全但バス「城崎町内経由」豊岡駅・豊岡病院・八鹿駅・但馬農高・とが山温泉行きに乗車、「鴻の湯」バス停下車徒歩約2分で大師山麓着、そこから参道の石段450段を登ったところが本堂
- JR山陰本線 城崎温泉駅から徒歩15分の城崎温泉ロープウェイ「城崎温泉」駅から3分、「温泉寺」駅下車、本堂まで徒歩すぐ